# Kuthankuzhi
Kuthankuzhi es una ciudad censal situada en el distrito de Tirunelveli en el estado de Tamil Nadu (India). Su población es de 5118 habitantes (2011). Se encuentra a 55 km de Tirunelveli y a 77 km de Thoothukudi.

## Demografía
Según el censo de 2011 la población de Kuthankuzhi era de 5118 habitantes, de los cuales 2632 eran hombres y 2486 eran mujeres. Kuthankuzhi tiene una tasa media de alfabetización del 89,84%, superior a la media estatal del 80,09%: la alfabetización masculina es del 88,75%, y la alfabetización femenina del 91,01%.